# Флаг Пестречинского района
Флаг Пестречи́нского муниципального района Республики Татарстан Российской Федерации — опознавательно-правовой знак, служащий официальным символом муниципального образования.

## Описание
Флаг представляет собой прямоугольное красное полотнище с отношением ширины к длине 2:3, несущее вдоль нижнего края зелёную полосу в 2/9 ширины полотнища и воспроизводящее посередине полотнища фигуры герба района: двух норок, изображённых белым и серым цветами, держащих жёлтый кувшин с зерном и стоящим на нём петухом того же цвета.

## Обоснование символики
Флаг разработан на основе герба района, отражающего исторические, культурные и экономические особенности района.
Главная фигура — золотой кувшин, наполненный зерном.
Пестречинский район издревле известен развитыми ремёслами. Население района занималось ювелирным, кожевенным, дерево- и металлообрабатывающим производствами. Особенно было развито гончарное производство, широко освоенное в XVI веке, затем переросшее в высококвалифицированное производство художественно-орнаментированной керамики. Большую известность получили работы русских гончаров начала XX века, использовавших для украшения татарские национальные орнаменты. Пестречинская керамика была представлена на ярмарках Казани, Москвы, Санкт-Петербурга, Астрахани и других городов. Традиции гончарного промысла продолжаются и в настоящее время.
Кувшин олицетворяет в целом богатейшую историю края и его ремёсел, является объединяющим символом жизнедеятельности человека, аллегорией материального и духовного наследия района.
Зерно в кувшине, показывает, что Пестречинский район в основе своей является сельскохозяйственным районом.
Петух является символом бдительности и отваги, вестником дня. Кроме того, петух также символизирует сельскохозяйственную направленность экономики района: здесь на основе новейших технологий активно развивается птицеводство, коневодство, мясо-молочное производство, рыбоводство.
Норки, поддерживающие кувшин, символизируют одно из развитых направлений экономики района — производство пушнины.
В целом животные символизируют бережное отношение к богатствам Пестречинского района, охрану его материального и духовного наследия.
Красный цвет — символ трудолюбия, мужества, силы, красоты и праздника.
Зелёный цвет — символ весны, здоровья, природы, плодородия.
Жёлтый цвет (золото) — символ урожая, богатства, солнечной энергии и тепла, уважения и интеллекта.
Белый цвет (серебро) — символ ясности, открытости, примирения, невинности.